# آبشار ولیو
آبشار ولیو (به انگلیسی: Volio Waterfall) آبشاری است که در کاستاریکا واقع شده و ارتفاع کلی ریزشگاه آن ۵۰ فوت (۱۵ متر) است.